# 文件服务器
文件服务器（英語：File server），是一种专供其他電腦检索文件和存储的特殊電腦。文件服务器通常比一般的個人電腦拥有更大的存储容量，并具有一些其他的功能，如磁盘镜像、多个网络接口卡、熱備援多电源供應器。到后来，文件服务器逐渐进化成带有RAID存储子系统和其他高可用特性的高性能系统。

## 規劃時的考量
- 儲存方式
- 儲存容量
- 安全性與存取權限控管
- 存取效能